# Saarioinen
Saarioinen Oy  est un groupe agroalimentaire finlandais,.

## Présentation
Saarioinen produits des plats cuisinés, des aliments carnés, des viandes, des confitures, des vinaigrettes et des jus de fruits.
Les sites de production sont à Huittinen, Kangasala, Valkeakoski et Rapla.